# Caledonische orogenese

Ligging van de Caledonische gebergtegordel in het Vroeg-Devoon, na afloop van de Caledonische orogenese. De huidige kustlijnen en namen van de verschillende delen van de gebergtegordel zijn aangegeven. Later bewogen deze delen uit elkaar door het ontstaan van de Atlantische Oceaan.

De Caledonische orogenese of Caledonische plooiingsfase was een fase van gebergtevorming (een "orogenese") gedurende het Paleozoïcum. Deze fase van gebergtevorming heeft sporen achtergelaten in het noorden van Europa, op Groenland en in delen van Noord-Amerika. Door de Caledonische orogenese ontstond uit de paleocontinenten Laurentia, Baltica en Avalonia het paleocontinent Laurussia. De Caledonische orogenese wordt verdeeld in een aantal fasen die ongeveer tussen 520 tot 395 miljoen jaar geleden (Ma) plaatsvonden. De gebergtes die tijdens de Caledonische orogenese gevormd werden worden Caledoniden genoemd.
"Caledonisch" is afgeleid van Caledonia, de Latijnse naam van Schotland. De naam werd voor het eerst gebruikt door de Oostenrijkse geoloog Eduard Suess in 1885, die er de fase van gebergtevorming ouder dan het Devoon mee aanduidde op de Britse Eilanden en in Scandinavië. De geologen Émile Haug en Hans Stille herkenden de Caledonische orogenese vervolgens als een van de periodische fases van gebergtevorming in de geschiedenis van de Aarde.

## Plaattektonische beschrijving
In het vroege Paleozoïcum lag het grootste gedeelte van de continentale massa aaneengesloten in het grote paleocontinent Gondwana rond de zuidpool. Tussen 650 en 550 miljoen jaar geleden (in het Ediacarium) waren de kleinere continenten Laurentia, Baltica en Siberia van Gondwana afgebroken om noordwaarts te bewegen. Tussen Baltica, Laurentia en Gondwana bevond zich de Iapetusoceaan. In het Vroeg-Ordovicium (480 miljoen jaar geleden) maakte het microcontinent Avalonia (tegenwoordig de lithosfeer onder het oosten van New England, het zuiden van Newfoundland, delen van New Brunswick en Nova Scotia, het zuiden van Ierland, Engeland, de Benelux en Noord-Duitsland) zich van Gondwana los en begon noordwestwaarts richting Baltica te bewegen.

### Vroege fasen
In de Scandinavische Caledoniden worden een aantal vroege tektonische fases herkend. De eerste fase die als onderdeel van de Caledonische orogenese gezien wordt was de Finnmarkische fase rond 505 miljoen jaar geleden. Rond 455 miljoen jaar geleden volgde de Jämmtlandische fase. Deze fasen worden verklaard door aan te nemen dat zich in de Iapetus oceaan eilandbogen of microcontinenten bevonden, die met de noordwestelijke rand van Baltica collideerden. Op vergelijkbare manier collideerde de oostelijke rand van Laurentia tussen 480 en 435 miljoen jaar geleden met een eilandboog tijdens de Taconische orogenese.
Vanaf het Ordovicium bewoog het kleine paleocontinent Avalonia noordoostwaarts richting Baltica. Deze beweging ging samen met het subduceren van de zuidoostelijke arm van de Iapetusoceaan, die de Tornquistzee wordt genoemd, onder de oostrand van Avalonia. In het Laat-Ordovicium (450 miljoen jaar geleden) vond tussen Avalonia en Baltica continentale collisie plaats. De Tornquistzee verdween daarbij, de sutuur die overbleef wordt de Tornquistlijn genoemd.

### Scandische/Grampische fase
Doordat de oceaankorst van de Iapetus oceaan onder Laurentia subduceerde, kwamen Laurentia en Baltica steeds dichter bij elkaar te liggen. De belangrijkste fase van gebergtevorming vond tussen 425 en 395 miljoen jaar geleden plaats en wordt de Scandische fase genoemd. Deze werd veroorzaakt door de collisie tussen Laurentia en Baltica/Avalonia.
De Iapetusoceaan sloot zich als een ritssluiting van noord naar zuid, zodat de collisie tussen Avalonia en Laurentia iets later plaatsvond dan die tussen Baltica en Laurentia: de continenten raakten elkaar in het Midden-Siluur en gebergtevorming vond plaats in het Vroeg-Devoon (vanaf 407 miljoen jaar geleden). In het tegenwoordige oosten van Noord-Amerika wordt de collisie van Avalonia op Laurentia de Acadische orogenese genoemd.
Soms wordt verondersteld dat ook het microcontinent Armorica (Zuid-Portugal, een groot deel van Noord-Frankrijk en delen van Zuid-Duitsland en Tsjechië) betrokken was bij de Caledonische orogenese. Armorica was een nog kleiner microcontinent dan Avalonia en bestond waarschijnlijk niet uit een geheel maar uit een serie kleinere fragmenten. De huidige Armoricaanse en Boheemse massieven vormen de belangrijkste fragmenten. Of Armorica daadwerkelijk al tijdens de Caledonische orogenese tegen Euramerika aanlag is echter controversieel. Meestal wordt aangenomen dat Armorica pas tijdens de Hercynische orogenese in het Carboon met Euramerika accretiseerde.

## Caledonische terreinen
Ooit moeten de Caledoniden een gebergte zijn geweest van het formaat van de Himalaya. Een dergelijk gebergte kan echter binnen tientallen miljoenen jaren volledig weggeërodeerd zijn. Desondanks is de Caledonische orogenese duidelijk te herkennen in grote delen van Scandinavië, Schotland en op oostelijk Groenland. In deze gebieden dagzomen gesteenten die oud genoeg zijn om de orogenese te hebben meegemaakt, omdat in latere fases (vooral bij het ontstaan van de Atlantische Oceaan vanaf het Jura) tektonische opheffing plaatsvond zijn ze weer aan het oppervlak komen te liggen. Onder delen van de Noordzee, de Benelux, delen van Duitsland, het noorden van Polen en het noorden van Frankrijk komen ook gesteenten van deze ouderdom die tijdens de Caledonische orogenese werden gedeformeerd voor, alleen hier liggen ze bedekt met jongere gesteenten.